# Challenger de Dallas 2016
El torneo RBC Tennis Championships of Dallas 2016 es un torneo profesional de tenis. Pertenece al ATP Challenger Series 2016. Se disputará su 18.ª edición sobre superficie dura, en Dallas, Estados Unidos entre el 1 al el 8 de enero de 2016.

## Jugadores participantes del cuadro de individuales
| Favorito | País                      | Jugador            | Rank1 | Posición en el torneo |
| -------- | ------------------------- | ------------------ | ----- | --------------------- |
| 1        | Bandera de Australia      | Sam Groth          | 67    | Primera ronda         |
| 2        | Bandera del Reino Unido   | Kyle Edmund        | 88    | CAMPEÓN               |
| 3        | Bandera de Alemania       | Benjamin Becker    | 101   | Cuartos de final      |
| 4        | Bandera de Estados Unidos | Tim Smyczek        | 108   | Semifinales           |
| 5        | Bandera de Moldavia       | Radu Albot         | 122   | Primera ronda         |
| 6        | Bandera de Japón          | Tatsuma Ito        | 125   | Semifinales           |
| 7        | Bandera de Australia      | John-Patrick Smith | 131   | Segunda ronda         |
| 8        | Bandera de Australia      | Bjorn Fratangelo   | 132   | Segunda ronda         |

- 1 Se ha tomado en cuenta el ranking del 18 de enero de 2016.

### Otros participantes
Los siguientes jugadores recibieron una invitación (wild card), por lo tanto ingresan directamente al cuadro principal (WC):
- Sekou Bangoura
- Ernesto Escobedo
- Alex Kuznetsov
- Jean Andersen

Los siguientes jugadores ingresan al cuadro principal tras disputar el cuadro clasificatorio (Q):
- Marinko Matosevic
- Eric Quigley
- Clay Thompson
- Mikhail Vaks

## Campeones

### Individual Masculino
- Kyle Edmund derrotó en la final a  Daniel Evans, 6–3, 6–2

### Dobles Masculino
- Nicolas Meister /  Eric Quigley derrotaron en la final a  Sekou Bangoura /  Dean O'Brien, 6–1, 6–1